# Graficus

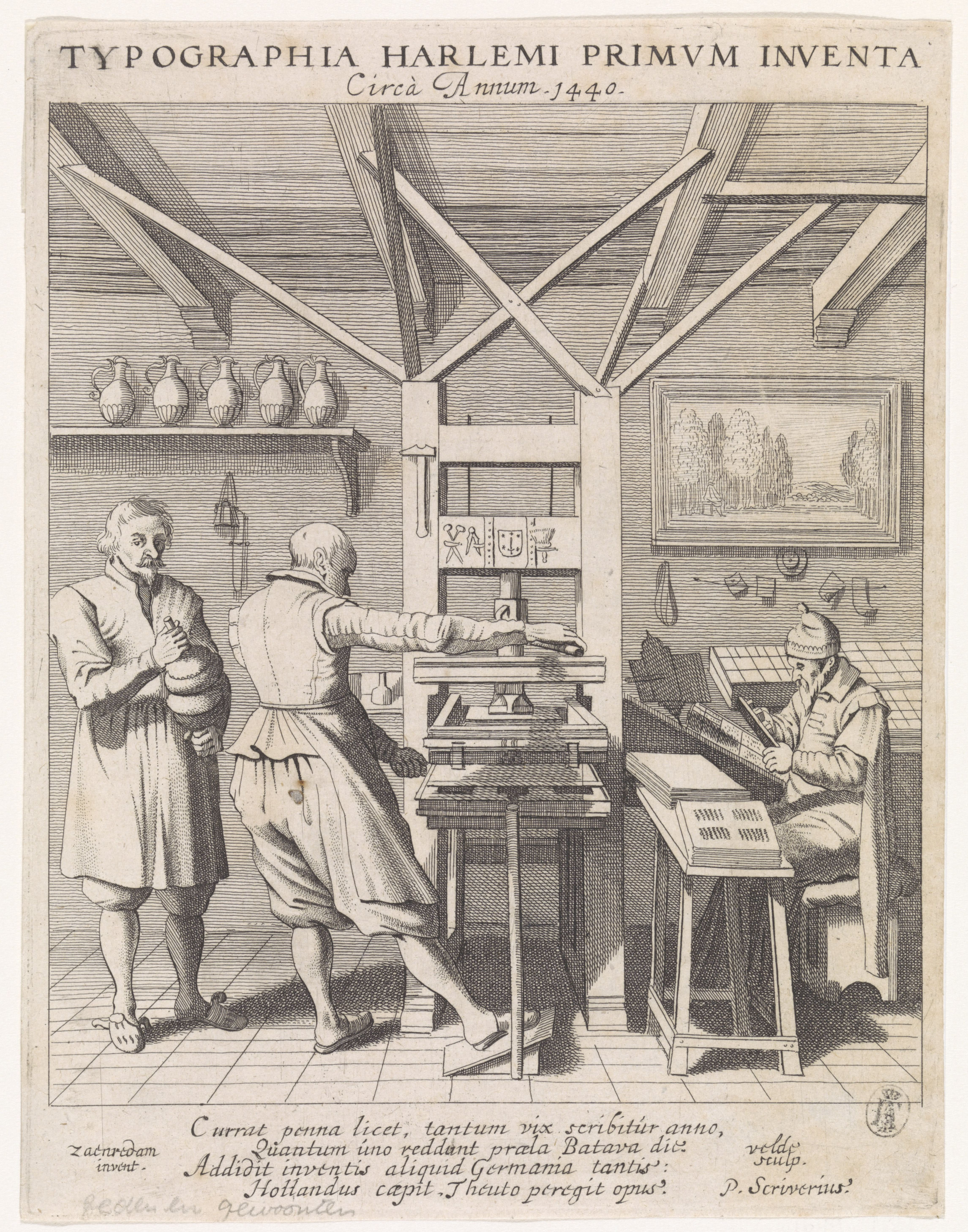
Graficus Laurens Janszoon Coster bij een 15e-eeuwse drukpers

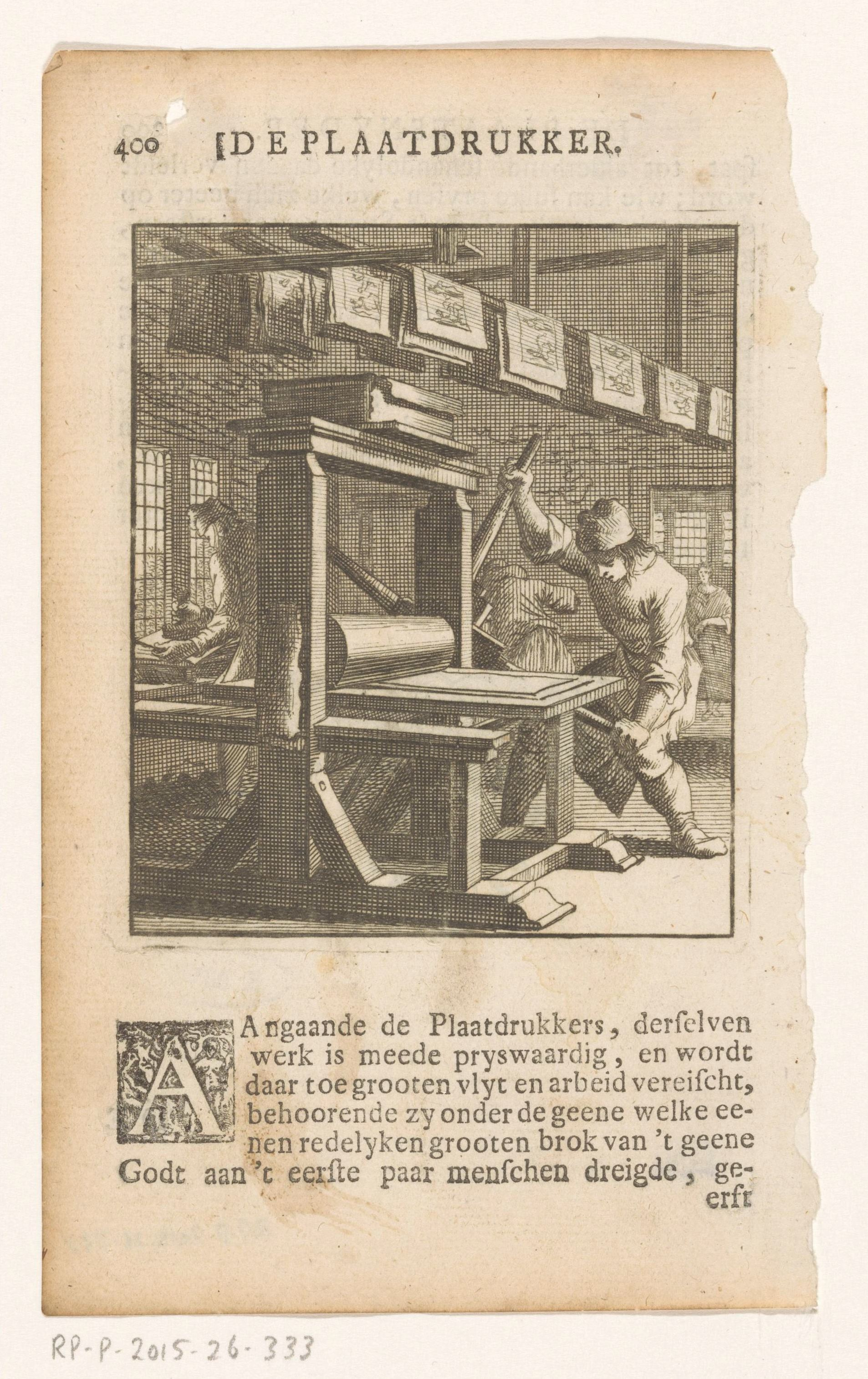
Graficus aan het werk in een drukkerij

Een graficus is iemand die kunstwerken maakt met een druktechniek. Grafiek als kunstvorm wordt ook prentkunst genoemd.

## Technieken
Om van een getekend ontwerp meerdere gedrukte exemplaren te vervaardigen, kan de graficus gebruik maken van verschillende druktechnieken, zoals etsen, droge naald, linosnede, litho, houtsnede en zeefdruk. 
In het geval van kleine series is het gebruikelijk dat de kunstenaar op elk exemplaar aangeeft hoeveel kopieën gedrukt worden en welke rangorde de betreffende kopie heeft. 7/45 betekent bijvoorbeeld dat dit het zevende genummerde exemplaar is in een oplage van 45 in totaal. Simpele zwart-wit prenten werden soms later met de hand ingekleurd.

## Bekende Nederlandse grafici
- Tjeerd Bottema
- Laurens Janszoon Coster
- Aart van Dobbenburgh
- Maurits Cornelis Escher
- Bernard Essers

- René van Kempen
- Fon Klement
- Metten Koornstra
- Samuel Jessurun de Mesquita
- Rob Otte
- Anton Pieck

- Rien Poortvliet
- Hendrikus Elias Roodenburg
- Reijer Stolk
- Paul Schuitema
- Maayke Schuitema